# ويليام جاي دود
ويليام جاي دود (بالإنجليزية: William J. Dodd)‏ هو مهندس معماري أمريكي، ولد في 1862، وتوفي في 1930.